# Pingle
Pingle léase Ping-Lé  (en chino, 平乐县; pinyin, Pínglè xiàn; literalmente, ‘la alegría común’) es un condado bajo la administración directa de la Prefectura Guilin en la Región autónoma de Guangxi, República Popular China. Su área es de 1893 km² y su población total para 2020 superó los 340 mil habitantes.

## Administración
El condado de Pingle se divide en 10 pueblos que se administran en 6 poblados, 3 villas y 1 villa étnica.